# Bitter Sweet Symphony
"Bitter Sweet Symphony" là một bài hát của ban nhạc alternative rock Anh quốc The Verve nằm trong album phòng thu thứ ba của họ, Urban Hymns (1997). Nó được phát hành vào ngày 16 tháng 6 năm 1997 như là đĩa đơn đầu tiên trích từ album bởi Hut Recordings. Bài hát được viết lời bởi giọng ca chính của nhóm Richard Ashcroft, trong đó sử dụng đoạn nhạc mẫu từ phiên bản giao hưởng của Andrew Loog Oldham cho bài hát năm 1965 của The Rolling Stones "The Last Time", và dẫn đến một số cuộc tranh luận về pháp luật xung quanh vấn đề bản quyền mà sau đó đã được giải quyết ngoài tòa án. The Verve đã phải chấp nhận chia toàn bộ lợi nhuận cho hãng đĩa sở hữu bản quyền của "The Last Time" là ABKCO Records, đồng thời bổ sung Mick Jagger và Keith Richards như là những người đồng sáng tác bài hát.
"Bitter Sweet Symphony" là một bản Britpop và baroque pop được sản xuất bởi Martin "Youth" Glover và The Verve, với nội dung thể hiện một cái nhìn bi quan về lối sống thực dụng của con người trong xã hội. Sau khi phát hành, nó đã nhận được những phản ứng tích cực từ các nhà phê bình âm nhạc, trong đó họ đánh giá cao nội dung lời bài hát và quá trình sản xuất của nó, đồng thời gọi đây là một trong những bài hát giúp định nghĩa cho kỷ nguyên thành công của thể loại Britpop trong thập niên 1990. Bài hát cũng gặt hái những thành công đáng ghi nhận về mặt thương mại, lọt vào top 10 ở nhiều quốc gia, bao gồm vươn đến top 5 ở Canada, Ireland, Ý và Vương quốc Anh. Tại Hoa Kỳ, bài hát được phát hành làm đĩa đơn vào ngày 10 tháng 3 năm 1998 bởi Virgin Records America, và đạt vị trí thứ 12 trên bảng xếp hạng Billboard Hot 100.
Video ca nhạc cho "Bitter Sweet Symphony" được đạo diễn bởi Walter A. Stern, trong đó bao gồm những cảnh Richard Ashcroft trình diễn bài hát khi đang bước đi trên một khu phố bận rộn ở London mà không quan tâm đến những gì đang diễn ra xung quanh nam ca sĩ, trước khi toàn bộ những thành viên của The Verve xuất hiện và bước đi cùng Ashcroft ở cuối video. Nó đã ngay lập tức nhận được nhiều lượt yêu cầu phát sóng trên những kênh truyền hình âm nhạc như VH1 và MTV, cũng như nhận được đề cử cho Video Anh quốc xuất sắc nhất tại giải Brit năm 1998 và ba đề cử tại giải Video âm nhạc của MTV năm 1998 cho Video của năm, Video xuất sắc nhất của nhóm nhạc và Video Alternative xuất sắc nhất, nhưng không thắng giải nào. The Verve đã trình diễn "Bitter Sweet Symphony" ở một số sự kiện, bao gồm buổi hòa nhạc Live 8 ở London với Coldplay, nơi nó được giới thiệu bởi Chris Martin như là "bài hát tuyệt vời nhất từng được sáng tác".
Được ghi nhận là bài hát trứ danh trong sự nghiệp của The Verve, "Bitter Sweet Symphony" đã lọt vào danh sách những bài hát hay nhất của thập niên 1990 lẫn mọi thời đại bởi nhiều tổ chức âm nhạc. Năm 2004, Rolling Stone đã xếp bài hát ở vị trí thứ 392 trong danh sách 500 bài hát vĩ đại nhất mọi thời đại. Ngoài ra, nó còn nhận được một đề cử tại giải Brit năm 1998 cho Đĩa đơn Anh quốc xuất sắc nhất, và hai đề cử giải Grammy cho Bài hát rock xuất sắc nhất và Trình diễn song ca hoặc nhóm nhạc giọng rock xuất sắc nhất tại lễ trao giải thường niên lần thứ 41. Bài hát cũng xuất hiện trong nhiều tác phẩm điện ảnh và quảng cáo thương mại, và được hát lại và sử dụng làm nhạc mẫu bởi một số nghệ sĩ, như Beyoncé, Limp Bizkit và London Grammar.

## Danh sách bài hát
| Đĩa CD #1 tại Anh quốc 1. "Bitter Sweet Symphony" (bản gốc) – 6:00 2. "Lord I Guess I'll Never Know" – 4:51 3. "Country Song" – 7:50 4. "Bitter Sweet Symphony" (radio chỉnh sửa) – 4:35 Đĩa CD #2 tại Anh quốc 1. "Bitter Sweet Symphony" (bản mở rộng) – 7:52 2. "So Sister" – 4:11 3. "Echo Bass" – 6:39 | Đĩa CD tại châu Âu 1. "Bitter Sweet Symphony" (radio chỉnh sửa) — 4:33 2. "So Sister" — 4:09 Đĩa CD maxi tại Hoa Kỳ 1. "Bitter Sweet Symphony" (bản gốc) – 5:58 2. "Lord I Guess I'll Never Know" – 4:52 3. "So Sister" – 4:11 4. "Echo Bass" – 6:39 |

## Xếp hạng
| Bảng xếp hạng (1997)                 | Vị trí cao nhất |
| ------------------------------------ | --------------- |
| Úc (ARIA)                            | 11              |
| Áo (Ö3 Austria Top 40)               | 15              |
| Bỉ (Ultratop 50 Flanders)            | 21              |
| Bỉ (Ultratop 50 Wallonia)            | 18              |
| Canada (RPM)                         | 5               |
| Canada Rock/Alternative (RPM)        | 1               |
| Châu Âu (European Hot 100 Singles)   | 10              |
| Phần Lan (Suomen virallinen lista)   | 6               |
| Pháp (SNEP)                          | 16              |
| Đức (Official German Charts)         | 37              |
| Ireland (IRMA)                       | 3               |
| Ý (FIMI)                             | 2               |
| Hà Lan (Dutch Top 40)                | 11              |
| Hà Lan (Single Top 100)              | 14              |
| New Zealand (Recorded Music NZ)      | 15              |
| Na Uy (VG-lista)                     | 9               |
| Scotland (OCC)                       | 1               |
| Thụy Điển (Sverigetopplistan)        | 10              |
| Thụy Sĩ (Schweizer Hitparade)        | 15              |
| Anh Quốc (OCC)                       | 2               |
| Hoa Kỳ Billboard Hot 100             | 12              |
| Hoa Kỳ Adult Pop Airplay (Billboard) | 8               |
| Hoa Kỳ Alternative Songs (Billboard) | 4               |
| Hoa Kỳ Pop Airplay (Billboard)       | 23              |
| Hoa Kỳ Rhythmic (Billboard)          | 1               |

| Bảng xếp hạng (1997)                  | Vị trí |
| ------------------------------------- | ------ |
| Australia (ARIA)                      | 62     |
| Belgium (Ultratop 50 Flanders)        | 88     |
| Belgium (Ultratop 40 Wallonia)        | 60     |
| Europe (European Hot 100 Singles)     | 50     |
| Finland (Suomen virallinen lista)     | 64     |
| France (SNEP)                         | 98     |
| Italy (FIMI)                          | 18     |
| Netherlands (Dutch Top 40)            | 92     |
| Netherlands (Single Top 100)          | 56     |
| Norway Summer Period (VG-lista)       | 19     |
| Sweden (Sverigetopplistan)            | 60     |
| Switzerland (Schweizer Hitparade)     | 44     |
| UK Singles (Official Charts Company)  | 43     |
| Bảng xếp hạng (1998)                  | Vị trí |
| Canada Rock/Alternative (RPM)         | 27     |
| US Billboard Hot 100                  | 79     |
| US Hot Modern Rock Tracks (Billboard) | 11     |

## Chứng nhận
| Quốc gia                                                                           | Chứng nhận | Số đơn vị/doanh số chứng nhận |
| ---------------------------------------------------------------------------------- | ---------- | ----------------------------- |
| Úc (ARIA)                                                                          | Vàng       | 35.000^                       |
| Pháp (SNEP)                                                                        | Bạc        | 125,000*                      |
| Ý (FIMI)                                                                           | Bạch kim   | 50.000*                       |
| Anh Quốc (BPI)                                                                     | Bạch kim   | 600.000^                      |
| Hoa Kỳ (RIAA)                                                                      | Vàng       | 500.000^                      |
| * Chứng nhận dựa theo doanh số tiêu thụ. ^ Chứng nhận dựa theo doanh số nhập hàng. |            |                               |